# 경기도소방학교
경기도 소방학교(京機道 消防學校)는 경기도 소방재난본부 소속의 소방관을 교육·훈련하는 기관이다.
학교장은 소방준감으로 보한다.

## 역대 학교장
- 2019년 9월 23일 ~ 2021년 6월 30일: 권대윤[3]
- 2021년 7월 1일 ~ 2022년 1월 4일: 최민철
- 2022년 1월 5일 ~ 2023년 3월 10일: 이재순
- 2023년 3월 10일 ~ : 정병도

## 조직
| - 교육지원과 - 행정지원팀 - 회계장비팀 | - 교육기획과 - 교육기획팀 - 스마트교육팀 - 생활지도팀 | - 교수운영과 - 교수운영팀 - 교수연구팀 - 화재교육팀 - 구조교육팀 - 구급교육팀 - 화재감정분석팀 - 현장지휘역량센터 |

## 같이 보기
- 대한민국 소방청
- 대한민국의 소방
- 소방관 계급